# Dyskografia Red Hot Chili Peppers
Dyskografia Red Hot Chili Peppers – amerykańskiego zespołu rockowego założonego w Los Angeles składa się z jedenastu albumów studyjnych, jednego albumu koncertowego, pięciu kompilacji, jednego minialbumu, czterdziestu pięciu singli (w tym cztery promocyjne) i czterech wideo. W skład zespołu wchodzą: Anthony Kiedis (wokal), John Frusciante (gitara), Flea (gitara basowa) i Chad Smith (perkusja).
Albumy wydane przez zespół w latach 80. nie zyskały popularności. Wydany w 1989 ich czwarty album, Mother’s Milk, uplasował się na 52. miejscu listy Billboard 200. Kolejny album, Blood Sugar Sex Magik (1991), zajął trzecie miejsce na liście Billboard 200 i uzyskał status siedmiokrotnej platynowej płyty w USA. Krótko po wydaniu albumu zespół opuścił John Frusciante. Na jego miejsce dołączył Dave Navarro, z którym formacja wydała album One Hot Minute (1995). Wydawnictwo uzyskało status podwójnej platynowej płyty w USA i złotej płyty w Wielkiej Brytanii. W 1998 Frusciante wrócił do zespołu i rok później muzycy wydali album Californication. W 2002 został wydany album By the Way, który zajął pierwsze miejsce na listach przebojów w wielu krajach, między innymi w Wielkiej Brytanii, Nowej Zelandii czy Austrii, a także uzyskał status pięciokrotnej platynowej płyty w Wielkiej Brytanii i podwójnej platynowej płyty w USA. W 2006 został wydany dwupłytowy album Stadium Arcadium, który również uplasował się na pierwszych miejscach list przebojów w wyżej wymienionych krajach. Po drugim odejściu Johna Frusciatne z Red Hot Chili Peppers, grupa wydała album I’m with You (2011) wraz z Joshem Klinghofferem zastępującym Frusciante na miejscu gitarzysty. Wydawnictwo to zajęło 2. miejsce na liście Billboard 200. W 2016 grupa w takim składzie wydała płytę The Getaway (2016), która w Polsce pokryła się platyną. W 2022 roku zespół wydał kolejne dwa albumy – Unlimited Love oraz Return of the Dream Canteen nagrane z Johnem Frusciante, który po dziesięciu latach powrócił do Red Hot Chili Peppers. Obydwie płyty również odniosły sukces komercyjny.

## Albumy studyjne
| Rok                                                     | Dane dot. albumu                                                                       | Pozycje na listach przebojów | Pozycje na listach przebojów | Pozycje na listach przebojów | Pozycje na listach przebojów | Pozycje na listach przebojów | Pozycje na listach przebojów | Pozycje na listach przebojów | Pozycje na listach przebojów | Pozycje na listach przebojów | Pozycje na listach przebojów | Pozycje na listach przebojów | Pozycje na listach przebojów | Certyfikat |
| Rok                                                     | Dane dot. albumu                                                                       | USA                          | GBR                          | FRA                          | CHE                          | NLD                          | NZL                          | AUT                          | DEU                          | AUS                          | FIN                          | JPN                          | POL                          | Certyfikat |
| ------------------------------------------------------- | -------------------------------------------------------------------------------------- | ---------------------------- | ---------------------------- | ---------------------------- | ---------------------------- | ---------------------------- | ---------------------------- | ---------------------------- | ---------------------------- | ---------------------------- | ---------------------------- | ---------------------------- | ---------------------------- | --- |
| 1984                                                    | The Red Hot Chili Peppers - Wydany: 10 sierpnia 1984 - Wytwórnia: EMI, Capitol         | –                            | –                            | –                            | –                            | –                            | –                            | –                            | –                            | –                            | –                            | –                            | –                            | |
| 1985                                                    | Freaky Styley - Wydany: 16 sierpnia 1985 - Wytwórnia: EMI                              | –                            | –                            | –                            | –                            | –                            | –                            | –                            | –                            | –                            | –                            | –                            | –                            | |
| 1987                                                    | The Uplift Mofo Party Plan - Wydany: 29 września 1987 - Wytwórnia: EMI, Capitol        | 148                          | –                            | –                            | –                            | –                            | –                            | –                            | –                            | –                            | –                            | –                            | –                            | - USA: złota płyta |
| 1989                                                    | Mother’s Milk - Wydany: 16 sierpnia 1989 - Wytwórnia: EMI                              | 52                           | –                            | –                            | –                            | 69                           | 47                           | –                            | –                            | 33                           | –                            | –                            | –                            | - USA: platynowa płyta - CAN: złota płyta |
| 1991                                                    | Blood Sugar Sex Magik - Wydany: 24 września 1991 - Wytwórnia: Warner Bros.             | 3                            | 25                           | 71                           | 10                           | 2                            | 1                            | 17                           | 12                           | 1                            | 16                           | 77                           | 35                           | - USA: 7× platynowa płyta - CAN: 4× platynowa płyta - GBR: platynowa płyta - DEU: platynowa płyta - POL: złota płyta                                                     |
| 1995                                                    | One Hot Minute - Wydany: 12 września 1995 - Wytwórnia: Warner Bros.                    | 4                            | 2                            | 105                          | 2                            | 5                            | 1                            | 4                            | 3                            | 1                            | 1                            | 7                            | –                            | - USA: 2× platynowa płyta - CAN: platynowa płyta - GBR: złota płyta |
| 1999                                                    | Californication - Wydany: 8 czerwca 1999 - Wytwórnia: Warner Bros.                     | 3                            | 5                            | 2                            | 3                            | 2                            | 1                            | 2                            | 2                            | 1                            | 1                            | 9                            | 22                           | - CAN: 6× platynowa płyta - USA: 5× platynowa płyta - GBR: 3× platynowa płyta - FIN: platynowa płyta - POL: platynowa płyta - DEU: platynowa płyta                       |
| 2002                                                    | By the Way - Wydany: 9 lipca 2002 - Wytwórnia: Warner Bros.                            | 2                            | 1                            | 2                            | 1                            | 1                            | 1                            | 1                            | 1                            | 1                            | 1                            | 4                            | 1                            | - USA: 2× platynowa płyta - CAN: 2× platynowa płyta - GBR: 5× platynowa płyta - AUS: 5× platynowa płyta - FIN: platynowa płyta - DEU: platynowa płyta - POL: złota płyta |
| 2006                                                    | Stadium Arcadium - Wydany: 9 maja 2006 - Wytwórnia: Warner Bros.                       | 1                            | 1                            | 1                            | 1                            | 1                            | 1                            | 1                            | 1                            | 1                            | 1                            | 1                            | 1                            | - CAN: 4× platynowa płyta - USA: 2× platynowa płyta - GBR: 2× platynowa płyta - FIN: złota płyta - POL: platynowa płyta - DEU: 2× platynowa płyta                        |
| 2011                                                    | I’m with You - Wydany: 29 sierpnia 2011 - Wytwórnia: Warner Bros.                      | 2                            | 1                            | 2                            | 1                            | 1                            | 1                            | 2                            | 1                            | 2                            | 1                            | 2                            | 1                            | - POL: platynowa płyta - AUS: złota płyta - DEU: złota płyta |
| 2016                                                    | The Getaway - Wydany: 17 czerwca 2016 - Wytwórnia: Warner Bros.                        | 2                            | 2                            | 3                            | 1                            | 1                            | 1                            | 1                            | 2                            | 1                            | 2                            | 4                            | 2                            | - POL: platynowa płyta |
| 2022                                                    | Unlimited Love - Wydany: 1 kwietnia 2022 - Wytwórnia: Warner Records                   | 1                            | 1                            | 1                            | 1                            | 1                            | 1                            | 1                            | 1                            | 1                            | 3                            | 9                            | 4                            | - FRA: złota płyta |
| 2022                                                    | Return of the Dream Canteen - Wydany: 14 października 2022 - Wytwórnia: Warner Records | 3                            | 1                            | 1                            | 1                            | 1                            | 1                            | 1                            | 1                            | 2                            | 4                            | 9                            | 4                            | |
| „–” oznacza, że album nie był notowany na danej liście. |                                                                                        |                              |                              |                              |                              |                              |                              |                              |                              |                              |                              |                              |                              | |

## Albumy koncertowe
| 2004                                                    | Live in Hyde Park - Wydany: 26 lipca 2004 - Wytwórnia: Warner Bros. | – | 1 | 5 | 5 | 1 | 8 | 4 | 13 | 1 | - AUS: platynowa płyta - GBR: srebrna płyta |
| „–” oznacza, że album nie był notowany na danej liście. |                                                                     |   |   |   |   |   |   |   |    |   |                                             |

## Kompilacje
| 1992                                                    | What Hits!? - Wydany: 29 września 1992 - Wytwórnia: EMI                                             | 22 | 23 | 9 | –  | 34 | – | 80 | 5 | – | - USA: platynowa płyta - GBR: srebrna płyta - FIN: złota płyta                                                       |
| 1994                                                    | Out in L.A. - Wydany: 1 listopada 1994 - Wytwórnia: EMI, Capitol                                    | 82 | 61 | – | –  | 37 | – | 94 | – | – | |
| 1998                                                    | Under the Covers: Essential Red Hot Chili Peppers - Wydany: 31 marca 1998 - Wytwórnia: EMI, Capitol | –  | –  | – | –  | –  | – | –  | – | – | |
| 2003                                                    | Greatest Hits - Wydany: 18 listopada 2003 - Wytwórnia: Warner Bros.                                 | 18 | 4  | 2 | 39 | 2  | 4 | 4  | 2 | 2 | - AUS: 6× platynowa płyta - USA: platynowa płyta - GBR: 4× platynowa płyta - DEU: platynowa płyta - FIN: złota płyta |
| 2006                                                    | iTunes Originals – Red Hot Chili Peppers - Wydany: 9 września 2006 - Wytwórnia: Warner Bros.        | –  | –  | – | –  | –  | – | –  | – | – | |
| „–” oznacza, że album nie był notowany na danej liście. | |    |    |   |    |    |   |    |   |   | |

## EP
| Rok  | Dane dot. albumu                                                    |
| ---- | ------------------------------------------------------------------- |
| 1988 | The Abbey Road EP - Wydany: grudzień 1988 - Wytwórnia: EMI, Capitol |

## Box sety
| Rok  | Dane dot. albumu                                                       | Pozycje na listach przebojów | Pozycje na listach przebojów |
| Rok  | Dane dot. albumu                                                       | NZL                          | AUS                          |
| ---- | ---------------------------------------------------------------------- | ---------------------------- | ---------------------------- |
| 1994 | The Plasma Shaft - Wydany: 27 czerwca 1994 - Wytwórnia: Warner Bros.   | 15                           | 6                            |
| 1994 | Live Rare Remix Box - Wydany: 24 lutego 1994 - Wytwórnia: Warner Bros. | –                            | –                            |

## Single
| 1984                                                     | „True Men Don’t Kill Coyotes”         | –  | –  | –  | –  | –  | –  | –  | –  | –   | –  |                           | The Red Hot Chili Peppers  |
| 1984                                                     | „Get Up and Jump”                     | –  | –  | –  | –  | –  | –  | –  | –  | –   | –  |                           | The Red Hot Chili Peppers  |
| 1985                                                     | „Jungle Man”                          | –  | –  | –  | –  | –  | –  | –  | –  | –   | –  |                           | Freaky Styley              |
| 1985                                                     | „Hollywood (Africa)”                  | –  | –  | –  | –  | –  | –  | –  | –  | –   | –  |                           | Freaky Styley              |
| 1987                                                     | „Fight Like a Brave”                  | –  | –  | –  | –  | –  | –  | –  | –  | –   | –  |                           | The Uplift Mofo Party Plan |
| 1989                                                     | „Knock Me Down”                       | –  | –  | 6  | –  | –  | –  | –  | –  | –   | –  |                           | Mother’s Milk              |
| 1989                                                     | „Higher Ground”                       | –  | 26 | 11 | 54 | –  | 45 | –  | –  | –   | 15 |                           | Mother’s Milk              |
| 1989                                                     | „Taste the Pain”                      | –  | –  | –  | 29 | –  | –  | –  | –  | –   | –  |                           | Mother’s Milk              |
| 1990                                                     | „Show Me Your Soul”                   | –  | –  | 10 | –  | –  | –  | –  | –  | –   | –  |                           | –                          |
| 1991                                                     | „Give It Away”                        | 73 | –  | 1  | 9  | 19 | 41 | 49 | –  | –   | 22 |                           | Blood Sugar Sex Magik      |
| 1991                                                     | „Under the Bridge”                    | 2  | 2  | 6  | 13 | 20 | 1  | –  | –  | –   | 2  | - USA: platynowa płyta    | Blood Sugar Sex Magik      |
| 1992                                                     | „Suck My Kiss”                        | –  | –  | 15 | –  | –  | 8  | –  | –  | –   | 3  |                           | Blood Sugar Sex Magik      |
| 1992                                                     | „Breaking the Girl”                   | –  | 15 | 19 | 41 | 19 | 30 | –  | –  | –   | 12 |                           | Blood Sugar Sex Magik      |
| 1992                                                     | „Behind the Sun”                      | –  | –  | 7  | –  | –  | 37 | –  | –  | –   | 7  |                           | What Hits!?                |
| 1993                                                     | „If You Have to Ask”                  | –  | –  | –  | –  | –  | –  | –  | –  | –   | –  |                           | Blood Sugar Sex Magik      |
| 1993                                                     | „Soul to Squeeze”                     | –  | 7  | 1  | –  | –  | 9  | –  | 13 | 32  | 6  |                           | –                          |
| 1995                                                     | „Warped”                              | –  | 13 | 7  | 31 | –  | 12 | –  | 24 | 33  | 4  |                           | One Hot Minute             |
| 1995                                                     | „My Friends”                          | –  | 1  | 1  | 29 | –  | 15 | 40 | 50 | –   | 20 |                           | One Hot Minute             |
| 1996                                                     | „Aeroplane”                           | –  | 12 | 8  | 11 | –  | 35 | –  | –  | –   | 26 |                           | One Hot Minute             |
| 1996                                                     | „Coffee Shop”                         | –  | –  | –  | –  | –  | –  | –  | –  | –   | –  |                           | One Hot Minute             |
| 1996                                                     | „Shallow Be Thy Game”                 | –  | –  | –  | –  | –  | –  | –  | –  | –   | –  |                           | One Hot Minute             |
| 1996                                                     | „Love Rollercoaster”                  | –  | –  | 14 | 7  | 24 | 19 | –  | –  | –   | 35 |                           |                            |
| 1999                                                     | „Scar Tissue”                         | 9  | 1  | 1  | 15 | 16 | 15 | 66 | –  | –   | 3  | - USA: złota płyta        | Californication            |
| 1999                                                     | „Around the World”                    | –  | 16 | 7  | 35 | –  | 49 | –  | –  | –   | 35 |                           | Californication            |
| 1999                                                     | „Californication”                     | 69 | 1  | 1  | 16 | 24 | 44 | –  | 37 | –   | 8  | - USA: złota płyta        | Californication            |
| 2000                                                     | „Otherside”                           | 14 | 2  | 1  | 33 | –  | 31 | –  | 19 | 65  | 5  |                           | Californication            |
| 2000                                                     | „Road Trippin’”                       | –  | –  | –  | 30 | 27 | –  | –  | –  | 91  | 44 |                           | Californication            |
| 2002                                                     | „By the Way”                          | 34 | 1  | 1  | 2  | 7  | 6  | 29 | 7  | 8   | 13 |                           | By the Way                 |
| 2002                                                     | „The Zephyr Song”                     | 49 | 14 | 6  | 11 | 22 | 21 | 90 | –  | 100 | 9  |                           | By the Way                 |
| 2003                                                     | „Can’t Stop”                          | 57 | 15 | 1  | 22 | 30 | 38 | 68 | –  | 39  | 40 |                           | By the Way                 |
| 2003                                                     | „Universally Speaking”                | –  | –  | –  | 27 | –  | –  | –  | –  | –   | –  |                           | By the Way                 |
| 2003                                                     | „Fortune Faded”                       | –  | 22 | 8  | 11 | 20 | 16 | –  | 44 | 59  | 37 |                           | Greatest Hits              |
| 2006                                                     | „Dani California”                     | 6  | 1  | 1  | 2  | 7  | 8  | 57 | 2  | 4   | 7  | - USA: 2× platynowa płyta | Stadium Arcadium           |
| 2006                                                     | „Tell Me Baby”                        | 50 | –  | 1  | 16 | 12 | 20 | –  | 57 | 43  | 16 | - USA: złota płyta        | Stadium Arcadium           |
| 2006                                                     | „Snow (Hey Oh)”                       | 22 | –  | 1  | 16 | 13 | 35 | –  | 19 | 9   | 10 | - USA: platynowa płyta    | Stadium Arcadium           |
| 2007                                                     | „Desecration Smile”                   | –  | –  | –  | 27 | –  | –  | –  | –  | –   | 33 |                           | Stadium Arcadium           |
| 2007                                                     | „Hump de Bump”                        | –  | –  | 8  | 41 | –  | 17 | –  | –  | –   | –  |                           | Stadium Arcadium           |
| 2011                                                     | „The Adventures of Rain Dance Maggie” | 38 | –  | 1  | 44 | –  | 41 | 38 | –  | 26  | 30 |                           | I’m with You               |
| 2011                                                     | „Monarchy of Roses”                   | –  | –  | 4  | –  | –  | –  | –  | –  | –   | –  |                           | I’m with You               |
| 2012                                                     | „Look Around”                         | –  | –  | 8  | –  | –  | –  | –  | –  | –   | –  |                           | I’m with You               |
| 2012                                                     | „Brendan’s Death Song”                | –  | –  | –  | –  | –  | –  | –  | –  | –   | –  |                           | I’m with You               |
| 2016                                                     | „Dark Necessities”                    |    |    |    |    |    |    |    |    |     |    | - POL: platynowa płyta    | The Getaway                |
| „–” oznacza, że singel nie był notowany na danej liście. |                                       |    |    |    |    |    |    |    |    |     |    |                           |                            |

### Single promocyjne
| Rok  | Singel                 | Pozycje na liście przebojów | Album                      |
| Rok  | Singel                 | USA Mod                     | Album                      |
| ---- | ---------------------- | --------------------------- | -------------------------- |
| 1985 | „American Ghost Dance” | –                           | Freaky Styley              |
| 1987 | „Me & My Friends”      | –                           | The Uplift Mofo Party Plan |
| 2000 | „Parallel Universe”    | 37                          | Californication            |
| 2003 | „Dosed”                | 13                          | By the Way                 |

## Strony B
| Rok  | Strona A               | Strona B                         | Uwagi                                                                        |
| ---- | ---------------------- | -------------------------------- | ---------------------------------------------------------------------------- |
| 1985 | „Hollywood (Africa)”   | „Nevermind”                      | Wydany na albumie Freaky Styley.                                             |
| 1987 | „Fight Like a Brave”   | „Fire”                           | Wydany na albumie The Uplift Mofo Party Plan.                                |
| 1989 | „Knock Me Down”        | „Millionaires Against Hunger”    | Wydany na zremasterowanej wersji albumu Freaky Styley.                       |
| 1989 | „Knock Me Down”        | „Show Me Your Soul”              | Wydany jako singel w 1990.                                                   |
| 1989 | „Taste the Pain”       | „Castles Made of Sand” (live)    | Cover utworu Jimiego Hendriksa.                                              |
| 1991 | „Give It Away”         | „Soul to Squeeze”                | Wydany jako singel w 1992.                                                   |
| 1991 | „Give It Away”         | „Search and Destroy” (live)      | Cover utworu Iggy’ego Popa i The Stooges.                                    |
| 1991 | „Under the Bridge”     | „Sikamikanico”                   | Wydany na box secie Live Rare Remix.                                         |
| 1991 | „Under the Bridge”     | „Search and Destroy”             | Cover utworu autorstwa Iggy Pop i The Stooges (wersja studyjna).             |
| 1992 | „Suck My Kiss”         | „Fela's Cock”                    | Wydany na box secie Live Rare Remix.                                         |
| 1992 | „Breaking the Girl”    | „Suck My Kiss” (live)            | Nagrany podczas koncertu w Hamburgu w 1992.                                  |
| 1992 | „Breaking the Girl”    | „I Could Have Lied” (live)       | Nagrany podczas koncertu w Paryżu w 1992.                                    |
| 1992 | „Soul to Squeeze”      | „Nobody Weird Like Me” (live)    | Nagrany podczas koncertu w Melbourne w 1991.                                 |
| 1995 | „Warped”               | „Melancholy Mechanics”           |                                                                              |
| 1995 | „My Friends”           | „Let's Make Evil”                | Wydany jako utwór bonusowy w serwisie iTunes.                                |
| 1995 | „My Friends”           | „Stretch”                        | Wydany jako utwór bonusowy w serwisie iTunes.                                |
| 1996 | „Aeroplane”            | „Transcending” (live)            | Nagrany podczas koncertu w Rotterdamie w 1995.                               |
| 1996 | „Aeroplane”            | „Suck My Kiss” (live)            | Nagrany podczas koncertu w Rotterdamie w 1995.                               |
| 1996 | „Aeroplane”            | „Me and My Friends” (live)       | Nagrany podczas koncertu w Rotterdamie w 1995.                               |
| 1996 | „Coffee Shop”          | „Coffee Shop” (live)             | Nagrany podczas koncertu w Sydney w 1996.                                    |
| 1996 | „Coffee Shop”          | „Give It Away” (live)            | Nagrany podczas koncertu w Sydney w 1996.                                    |
| 1999 | „Scar Tissue”          | „Gong Li”                        | Wydany na japońskiej wersji albumu Californication.                          |
| 1999 | „Scar Tissue”          | „Instrumental #1”                |                                                                              |
| 1999 | „Around the World”     | „Parallel Universe” (demo)       |                                                                              |
| 1999 | „Around the World”     | „Teatro Jam”                     | Nagrany przez Marka Howarda.                                                 |
| 1999 | „Around the World”     | „Me and My Friends”              | Nagrany podczas koncertu w Sztokholmie w 1999.                               |
| 1999 | „Around the World”     | „Yertle Trilogy”                 | Nagrany dla MTV Italy.                                                       |
| 1999 | „Otherside”            | „How Strong”                     |                                                                              |
| 1999 | „Otherside”            | „Road Trippin’”                  | Wersja demo.                                                                 |
| 1999 | „Otherside”            | „My Lovely Man”                  | Nagrany podczas koncertu w Paryżu w 1999.                                    |
| 2000 | „Californication”      | „I Could Have Lied” (live)       | Nagrany podczas koncertu w Dreźnie w 1999.                                   |
| 2000 | „Californication”      | „End of Show Brisbane”           | Nagrany podczas koncertu w Brisbane w 1999.                                  |
| 2000 | „Road Trippin’”        | „Californication”                | Nagrany podczas koncertu w Nowym Jorku w 2000.                               |
| 2000 | „Road Trippin’”        | „Under the Bridge”               | Nagrany podczas koncertu w Toronto w 2000.                                   |
| 2000 | „Road Trippin’”        | „Blood Sugar Sex Magik”          | Nagrany podczas koncertu w Pradze w 2000.                                    |
| 2000 | „Road Trippin’”        | „If You Have to Ask”             | Nagrany podczas koncertu w Nowym Jorku w 2000.                               |
| 2002 | „By the Way"           | "Time”                           | Wydany na japońskiej wersji albumu By the Way.                               |
| 2002 | „By the Way"           | „Teenager in Love”               | Cover utworu Dion and the Belmonts.                                          |
| 2002 | „By the Way"           | „Search and Destroy” (live)      |                                                                              |
| 2002 | „The Zephyr Song”      | „Body of Water”                  |                                                                              |
| 2002 | „The Zephyr Song”      | „Someone”                        |                                                                              |
| 2002 | „The Zephyr Song”      | „Rivers of Avalon”               |                                                                              |
| 2002 | „The Zephyr Song”      | „Out of Range”                   |                                                                              |
| 2003 | „Can't Stop”           | „If You Have to Ask” (live)      | Nagrany podczas koncertu w Nowym Jorku w 2002.                               |
| 2003 | „Can't Stop”           | „Christchurch Fireworks Music”   | Nagrany podczas koncertu w Christchurch w 2002.                              |
| 2003 | „Can't Stop”           | „Right on Time” (live)           | Nagrany podczas koncertu w Kopenhadze w 2000.                                |
| 2003 | „Can't Stop”           | „Nothing to Lose” (live)         | Nagrany podczas koncertu w Christchurch w 2000.                              |
| 2003 | „Universally Speaking” | „Slowly Deeply”                  |                                                                              |
| 2003 | „Universally Speaking” | „Don't Forget Me” (live)         | Nagrany podczas koncertu w Londynie.                                         |
| 2003 | „Universally Speaking” | „By the Way” (live acoustic)     | Nagrany podczas koncertu w Londynie.                                         |
| 2003 | „Fortune Faded”        | „Eskimo”                         |                                                                              |
| 2003 | „Fortune Faded”        | „Bunker”                         |                                                                              |
| 2003 | „Fortune Faded”        | „Tuesday Night In Berlin” (live) | Nagrany podczas koncertu w Berlinie. Z gościnnym udziałem Ekkeharda Ehlersa. |
| 2003 | „Fortune Faded”        | „Californication” (remix)        |                                                                              |
| 2006 | „Dani California”      | „Million Miles of Water”         |                                                                              |
| 2006 | „Dani California”      | „Lately”                         |                                                                              |
| 2006 | „Dani California”      | „Whatever We Want”               |                                                                              |
| 2006 | „Tell Me Baby”         | „Mercy Mercy”                    |                                                                              |
| 2006 | „Tell Me Baby”         | „A Certain Someone”              |                                                                              |
| 2006 | „Tell Me Baby”         | „Lyon 06.06.06” (live)           | Nagrany podczas koncertu w Lyonie w 2006.                                    |
| 2006 | „Snow (Hey Oh)”        | „Permutuation” (live)            | Nagrany podczas koncertu w Montrealu.                                        |
| 2006 | „Snow (Hey Oh)”        | „Funny Face”                     |                                                                              |
| 2006 | „Snow (Hey Oh)”        | „I'll Be Your Domino”            |                                                                              |
| 2007 | „Desecration Smile”    | „Joe”                            |                                                                              |
| 2007 | „Desecration Smile”    | „Save This Lady”                 |                                                                              |
| 2007 | „Desecration Smile”    | „Funky Monks” (live)             | Nagrany podczas koncertu w Camden w 2006.                                    |
| 2007 | „Hump de Bump”         | „An Opening”                     | Nagrany podczas koncertu na Florydzie w 2007.                                |

## DVD
| Rok  | Dane dot. wydawnictwa                                                                         | Certyfikat             |
| ---- | --------------------------------------------------------------------------------------------- | ---------------------- |
| 1990 | Psychedelic Sexfunk Live from Heaven - Wydany: sierpień 1990 - Wytwórnia: EMI - Format: VHS   | - USA: złota płyta     |
| 1997 | Funky Monks - Wydany: 27 października 1997 - Wytwórnia: Warner Bros. - Format: VHS, DVD       | - USA: złota płyta     |
| 2001 | Off the Map - Wydany: 4 grudnia 2001 - Wytwórnia: Warner Bros. - Format: VHS, DVD             | - USA: złota płyta     |
| 2003 | Live at Slane Castle - Wydany: 18 listopada 2003 - Wytwórnia: Warner Bros. - Format: DVD, UMD | - USA: platynowa płyta |

## Teledyski
| Rok  | Tytuł                                 | Reżyser                                |
| ---- | ------------------------------------- | -------------------------------------- |
| 1984 | „True Men Don’t Kill Coyotes”         | Graeme Whifler                         |
| 1986 | „Jungleman”                           | Lindy Goetz, Ron Sedgwick, Jim Hancock |
| 1986 | „Catholic School Girls Rule”          | Dick Rude                              |
| 1987 | „Fight Like a Brave”                  | Dick Rude                              |
| 1989 | „Higher Ground”                       | Drew Carolan, Bill Stobaugh            |
| 1989 | „Knock Me Down”                       | Drew Carolan, Bill Stobaugh            |
| 1990 | „Taste the Pain"                      | Tom Stern i Alex Winter                |
| 1990 | „Show Me Your Soul”                   | Bill Stobaugh                          |
| 1991 | „Give It Away”                        | Stéphane Sednaoui                      |
| 1992 | „Under the Bridge”                    | Gus Van Sant                           |
| 1992 | „Suck My Kiss”                        | Gavin Bowden                           |
| 1992 | „Breaking the Girl”                   | Stéphane Sednaoui                      |
| 1992 | „If You Have To Ask”                  | [ c ]                                  |
| 1992 | „Behind the Sun”                      | Charlie Paul                           |
| 1993 | „Soul to Squeeze”                     | Kevin Kerslake                         |
| 1995 | „Warped”                              | Gavin Bowden                           |
| 1995 | „My Friends”                          | Anton Corbijn                          |
| 1996 | „Aeroplane”                           | Gavin Bowden                           |
| 1996 | „Coffee Shop”                         | Gavin Bowden                           |
| 1996 | „Love Rollercoaster”                  | Kevin Lofton                           |
| 1999 | „Scar Tissue”                         | Stéphane Sednaoui                      |
| 1999 | „Around the World”                    | Stéphane Sednaoui                      |
| 2000 | „Otherside”                           | Jonathan Dayton i Valerie Faris        |
| 2000 | „Californication”                     | Jonathan Dayton i Valerie Faris        |
| 2000 | „Road Trippin’”                       | Jonathan Dayton i Valerie Faris        |
| 2002 | „By the Way”                          | Jonathan Dayton i Valerie Faris        |
| 2002 | „The Zephyr Song”                     | Jonathan Dayton i Valerie Faris        |
| 2003 | „Can't Stop”                          | Mark Romanek                           |
| 2003 | „Universally Speaking”                | Dick Rude                              |
| 2003 | „Fortune Faded”                       | Laurent Briet                          |
| 2006 | „Dani California”                     | Tony Kaye                              |
| 2006 | „Tell Me Baby”                        | Jonathan Dayton i Valerie Faris        |
| 2006 | „Snow (Hey Oh)”                       | Nick Wickham                           |
| 2007 | „Desecration Smile”                   | Gus Van Sant                           |
| 2007 | „Hump de Bump”                        | Chris Rock                             |
| 2011 | „The Adventures of Rain Dance Maggie” | Marc Klasfeld                          |
| 2011 | „Monarchy of Roses”                   | Marc Klasfeld                          |
| 2012 | „Look Around”                         | Robert Hales                           |
| 2012 | „Brendan’s Death Song”                | Marc Klasfeld                          |